# Ну, публика!
Ну, публика! — рассказ Антона Павловича Чехова. Написан в 1885 году, впервые опубликован в журнале «Осколки», 1885, № 48 от 30 ноября с подписью А. Чехонте. В рассказе описывается работа нудного кондуктора на железнодорожном транспорте.

## Публикации
Рассказ А. П. Чехова «Ну, публика!» написан в 1885 году, впервые опубликован в журнале «Осколки», 1885, № 48 от 30 ноября с подписью А. Чехонте. Напечатан также в сборнике «Пестрые рассказы», СПб., 1886, в издании А. Ф. Маркса.

## Критика
Критик П. Краснов писал, что в рассказе «Ну, публика!» Чехов отобразил «болезненное, чисто нервное беспокойство», которым «отличается современный человек». Он писал: «Того же нервного типа человек кондуктор Подтягин, тревожащий сонного пассажира один раз, чтобы спросить билет, другой раз, чтобы, приведя начальника станции, доказать пассажиру свое право будить его, а в третий, чтобы извиниться за причиненное беспокойство».
Л. Н. Толстой считал рассказ одним из лучших у писателя.
При жизни А. П. Чехова рассказ переводился на болгарский, венгерский, немецкий, польский, румынский, сербскохорватский, словацкий и чешский языки.

## Сюжет
Действие рассказа происходит в вагоне поезда. Как-то ночью на обер-кондуктора Подтягина нашло желание немного поработать на службе, а не получать жалование задаром. Он разбудил других кондукторов и пошел по вагонам. Сонные пассажиры вздрагивали и показывали ему билеты.
Попросил он билет и у тощего пассажира вагона II класса, но пассажир был погружён в глубокий сон. После того, как кондуктор разбудил пассажира, тот стал жаловаться на здоровье и бессонницу: «Господи, боже мой! Я страдаю ревматизмом… три ночи не спал, нарочно морфию принял, чтоб уснуть, а вы… с билетом! Ведь это безжалостно, бесчеловечно! Если бы вы знали, как трудно мне уснуть, то не стали бы беспокоить меня такой чепухой… Безжалостно, нелепо! И на что вам мой билет понадобился? Глупо даже!». Подтягин решает обидеться и настаивает, чтобы ему показали билет. Однако за пассажира вступилась публика.
Побудка пассажира кондуктором продолжалась еще дважды — с приводом начальника станции, для принесения извинений о беспокойстве, а пассажир каждый раз возмущался и принимал новые порции лекарств.
После того, как публика сильно разволновалась, кондуктор ушёл в служебный вагон и выпил за раз для успокоения полбутылки водки, после чего забыл о труде, долге и честности.

## Экранизации
- 1976 — Ну, публика! — телеспектакль режиссёра Юрия Кротенко по мотивам ранних рассказов Чехова.